# 6704-es mellékút (Magyarország)
A 6704-es számú mellékút egy bő húsz kilométer hosszú, négy számjegyű mellékút Somogy vármegyében; Lengyeltóti vonzáskörzetét köti össze Marcali városával.

## Nyomvonala
A 6701-es útból ágazik ki, annak 32+600-as kilométerszelvénye közelében, Öreglak külterületén, délnyugat felé. Kezdeti szakasza a Vasadhegy utca nevet viseli, 500 méter után lép be a lakott területre, ahol a Vasút utca nevet veszi fel. 1,2 kilométer után elhalad a Kaposvár–Fonyód-vasútvonal Öreglak megállóhelye mellett, attól keletre, majd nyugatnak fordul és keresztezi a vasutat. A folytatásban keresztezi még a Pogány-völgyi víz folyását is, és ezután ér be az ófalu központjába, Fő utca néven.
A harmadik kilométere után kilép a település lakott területéről, délnyugati irányban. 4,6 kilométert követően eléri Somogyvár területének északkeleti szélét, ott egy darabig a határvonalat kíséri, majd 5,7 kilométer után eléri a két előbbi település és Pusztakovácsi hármashatárát, innen ez utóbbi község területén húzódik, nyugati irányban. 6,4 kilométer után elhalad Alsókölked puszta északi szélén, 7,3 kilométer után pedig kiágazik belőle észak felé egy bekötőút, Felsőkölkedpusztára. 7,5 kilométer után beletorkollik a 6703-as út, 8,4 kilométer után pedig átlép Nikla területére.
Niklán először Hódoshát településrész északi széle mellett halad el, 9,2 kilométer után, majdnem ennek bekötőútjával szemben, néhány lépéssel nyugatabbra ágazik ki belőle észak felé a Takácshegyre vezető bekötőút, 10,8 kilométer után pedig eléri a község belterületét is, ahol a Petőfi Sándor utca nevet veszi fel. 11,2 kilométer után egy újabb elágazása következik: itt torkollik bele észak felől, Lengyeltóti központja felől a 6708-as út, 17,3 kilométer után, a 6704-es pedig nyugat-délnyugati irányban folytatódik, változatlan néven.
11,7 kilométer után kilép a belterületről, 12,7 kilométer után pedig Csömend területére érkezik, amelynek lakott területét 13,1 kilométer után éri el; ott Árpád utca lesz a neve. 13,8 kilométer után, a falu nyugati szélét elhagyva egy kicsit északabbi irányt vesz és 14,3 kilométer után ismét egy elágazása következik: dél felé ágazik le belőle a 4 kilométer hosszú 67 131-es út, a Marcalihoz tartozó Gyótapuszta településrészre.
15,5 kilométer után az út maga is Marcali területére ér, 16,9 kilométer után Boronka városrészt éri el, annak déli szélén halad el. 17,4 kilométer után elhagyja a településrészt, majd 18,4 kilométer után egy körforgalmú csomópontban keresztezi a 68-as főutat, amely itt majdnem pontosan a 82. kilométerénél jár. Ezután már lakott területre érkezik, ahol Kossuth Lajos utca néven folytatódik. 19,4 kilométer után szintben keresztezi a Somogyszob–Balatonszentgyörgy-vasútvonalat Marcali vasútállomástól északra, majd kiágazik belőle az autóbusz-állomás felé a Sport utca és a 682-es főútba torkollva ér véget, annak 2+800-as kilométerszelvényénél.
Teljes hossza, az országos közutak térképes nyilvántartását szolgáló kira.gov.hu adatbázisa szerint 20,056 kilométer.

## Települések az út mentén
- Öreglak
- Somogyvár
- Pusztakovácsi
- Nikla
- Csömend
- Marcali

## Története
1934-ben a kereskedelem- és közlekedésügyi miniszter 70 846/1934. számú rendelete a teljes mai hosszában harmadrendű főúttá nyilvánította: kezdőpontjától Öreglak központjáig a Kaposvár-Balatonboglár közti 651-es főút, folytatását pedig az Öreglak-Galambok közti 653-as főút részeként.